# Laternaria lathburii
Laternaria lathburii är en insektsart som först beskrevs av Kirby 1818.  Laternaria lathburii ingår i släktet Laternaria och familjen lyktstritar. Inga underarter finns listade i Catalogue of Life.